# یارک اشمیتانا
یارک اشمیتانا (لهستانی: Jarek Śmietana؛ ‏ ۲۹ مارس ۱۹۵۱ – ۲ سپتامبر ۲۰۱۳) آهنگساز، موسیقی‌دان، نوازندهٔ گیتار جاز و رهبر گروه موسیقی اهل لهستان بود. وی دانش‌آموختهٔ «آکادمی موسیقی کارول شیمانوفسکی» در کاتوویتسه است.
از فیلم‌هایی که وی در آن‌ها نقش داشته‌است، می‌توان به همبستگی، همبستگی... اشاره نمود.